# Рокканова
Рокканова (итал. Roccanova) — коммуна в Италии, расположена в регионе Базиликата, подчиняется административному центру Потенца.
Население составляет 1756 человек, плотность населения составляет 29 чел./км². Занимает площадь 61 км². Почтовый индекс — 85036. Телефонный код — 0973.